# Petite Écurie

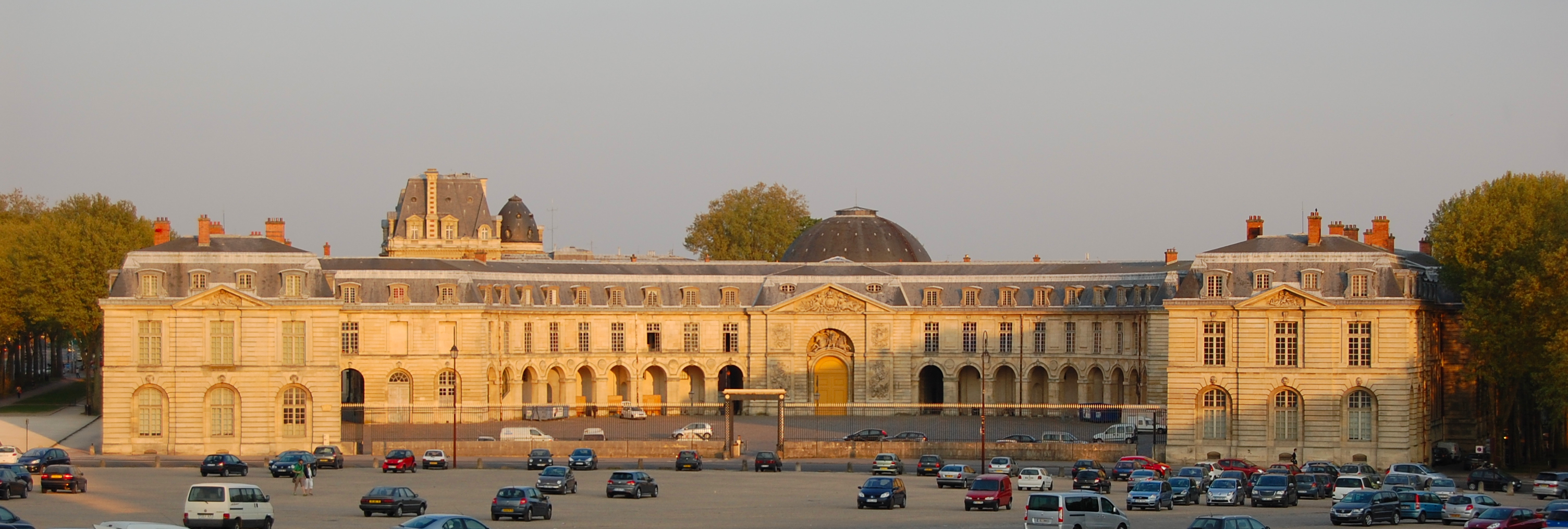
Petite écurie in Versailles

Die Petite Écurie (französisch für „kleiner Marstall“) ist ein monumentales Bauwerk an der Place d’Armes in Versailles (Frankreich). Sie liegt dem Ehrenhof von Schloss Versailles gegenüber, an der Südseite der Avenue de Paris, der zentralen Achse des Stadtplans von Versailles. 

## Geschichte
Die Petite Écurie wurde 1681, in der Regierungszeit von Ludwig XIV., unter Leitung des Architekten Jules Hardouin-Mansart errichtet. Die Vorderfront des Gebäudes ist aus Naturstein, der Rest ist aus Backstein mit Steinverblendung gebaut. Die Petite Écurie unterstand im Ancien Régime dem Premier Écuyer von Frankreich. In der Petite Écurie waren die königlichen Fahrpferde, Kutschen und Schlitten untergebracht.
Spiegelbildlich gegenüber an der der Avenue de Paris liegt die Grande Écurie, in der sich die Reitpferde befanden. Zusammen bildeten sie die Écuries royales de l'École de Versailles. Die 1685 hinter der Petite Écurie errichtete Maréchalerie vervollständigt das Ensemble. Abgesehen von der Maréchalerie sind die Grande Ecurie und die Petite Ecurie nach dem jeweils gleichen hufeisenförmigen Grundriss gebaut.
In der Petite Écurie befand sich unter anderem die Schule für die Pagen des Königs. Diese war Adeligen vorbehalten, die ihren Adelstitel seit mindestens 1550 nachweisen konnten. Die Aufnahme in die Grande Écurie oder die Petite Écurie du Roi (dt. "kleiner Marstall des Königs") war für die Familie des Pagen eine große Ehre, die gleich nach den Honneurs de la Cour kam.
Die Petite Écurie beherbergt heute die École Nationale Supérieure d’Architecture de Versailles und die Werkstätten des Centre de recherche et de restauration des musées de France (dt. „Zentrum für Forschung und Restaurierung der Museen Frankreichs“).

### La Maréchalerie, Zentrum für zeitgenössische Kunst
Die Maréchalerie ersetzte die 1672 errichteten Écuries du Roi, die daraufhin zu den Écuries de la Reine (Stallungen der Königin) wurden. Die Écuries de la Reine liegen einige hundert Meter vom Schloss entfernt in der 5, rue Carnot in Versailles. Die Maréchalerie wurde hinter der Petite Écurie errichtet und im Jahr 1988 unter Denkmalschutz gestellt. Seit 2004 ist die Maréchalerie ein Zentrum für zeitgenössische Kunst der École nationale supérieure d’architecture de Versailles. Sie organisiert mehrere Ausstellungen pro Jahr.

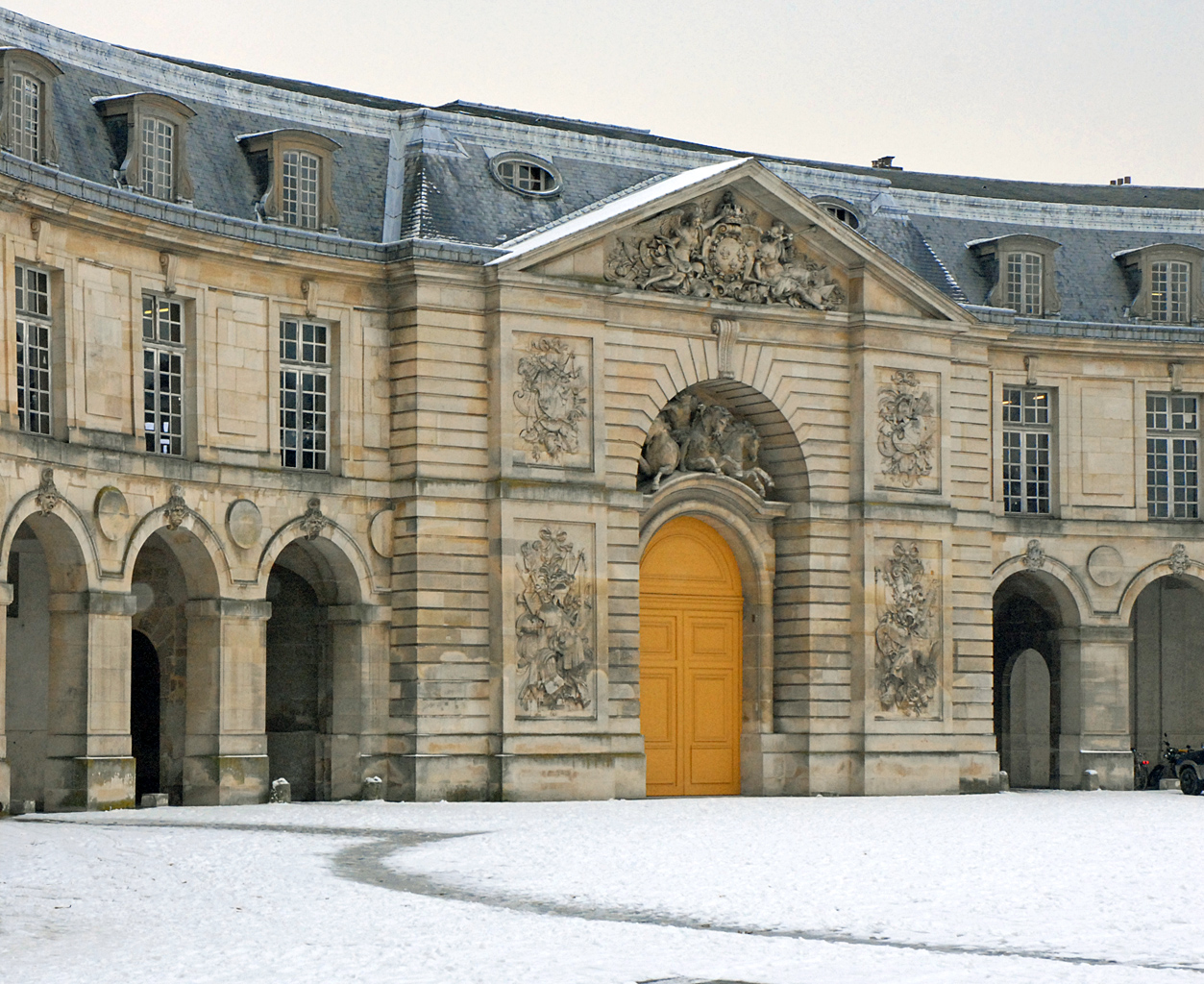
Eingang zur Petite Écurie
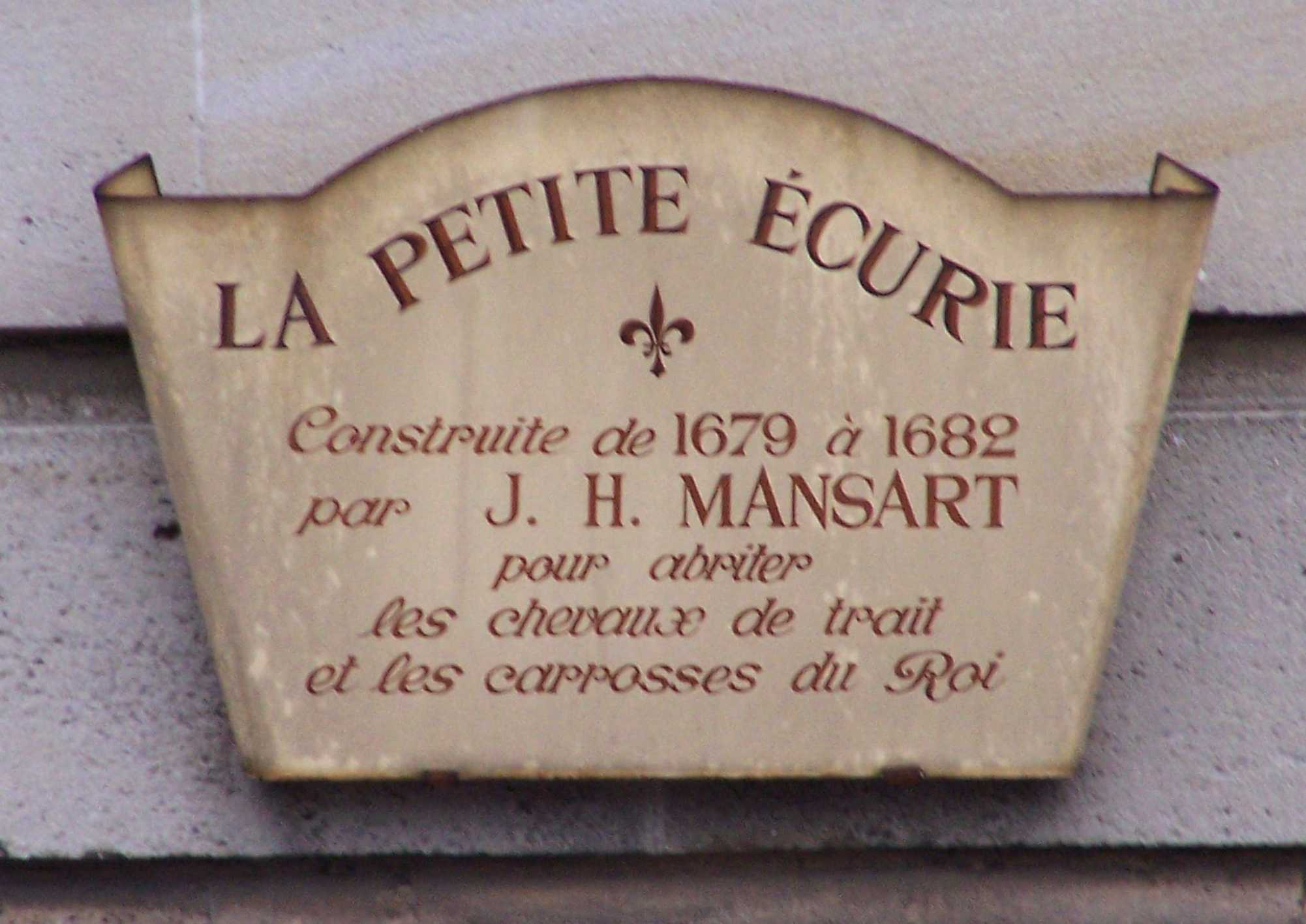
Informationstafel an der Petite Écurie
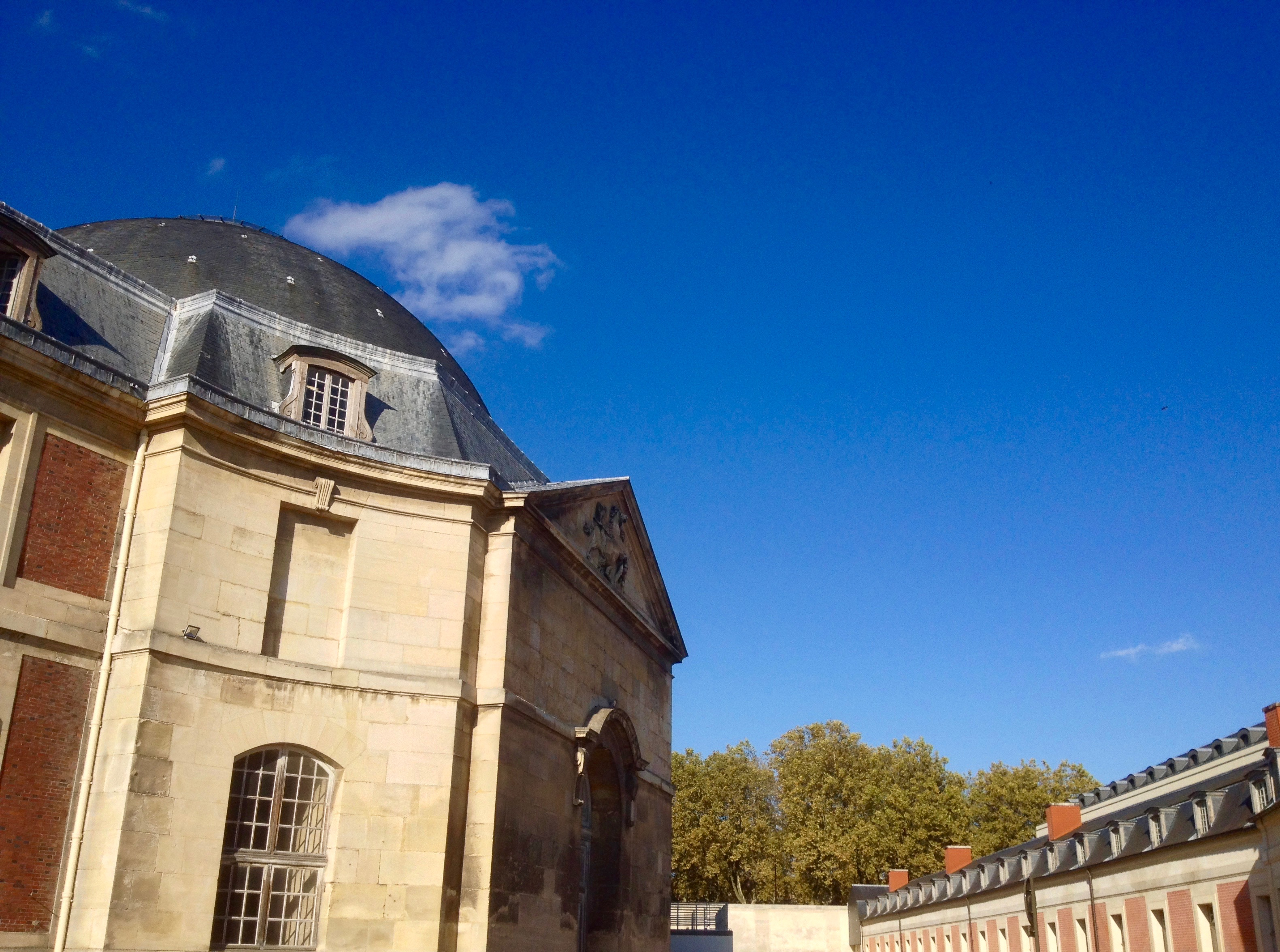
Petite Écurie und die Maréchalerie
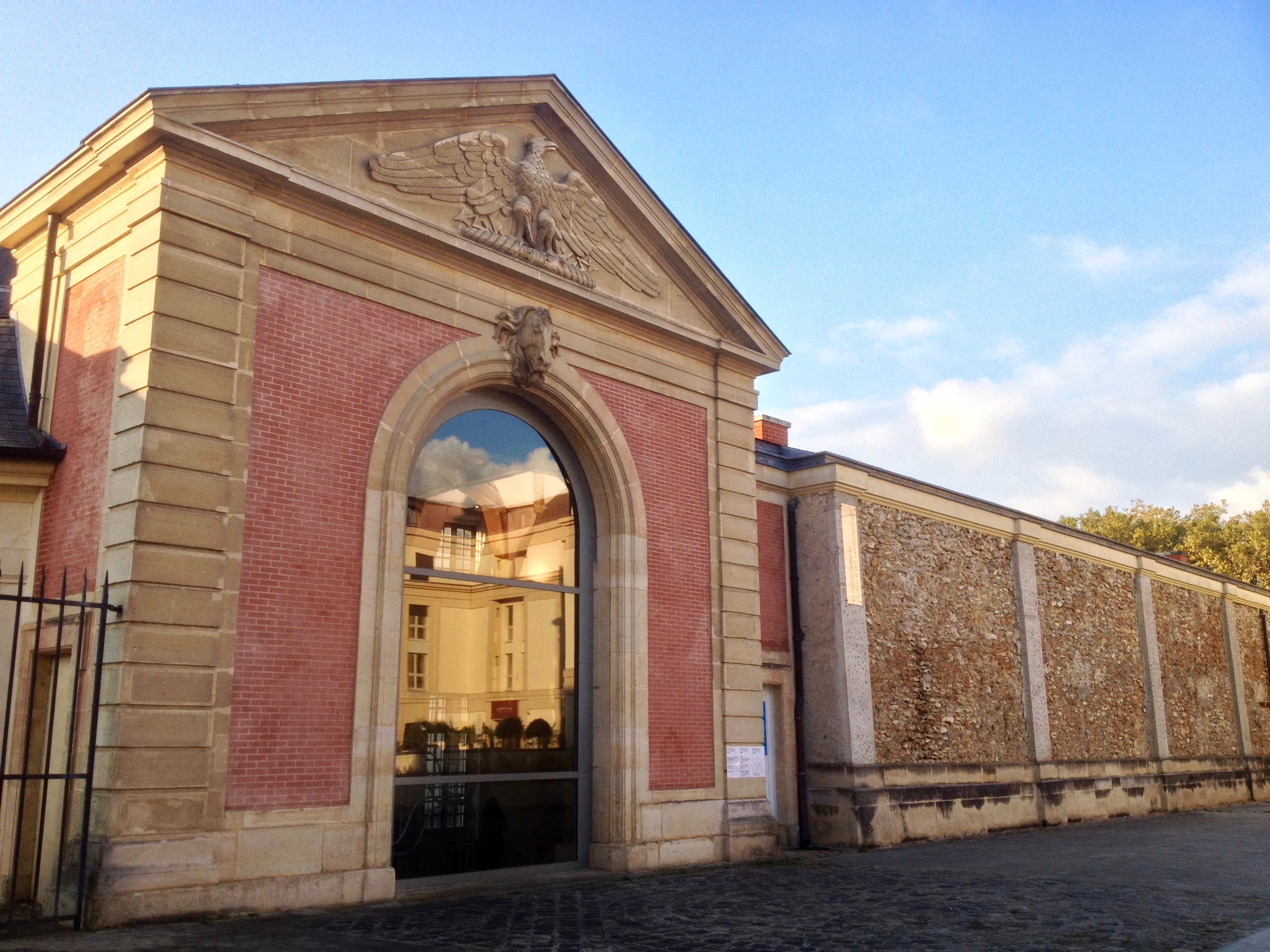
La Maréchalerie
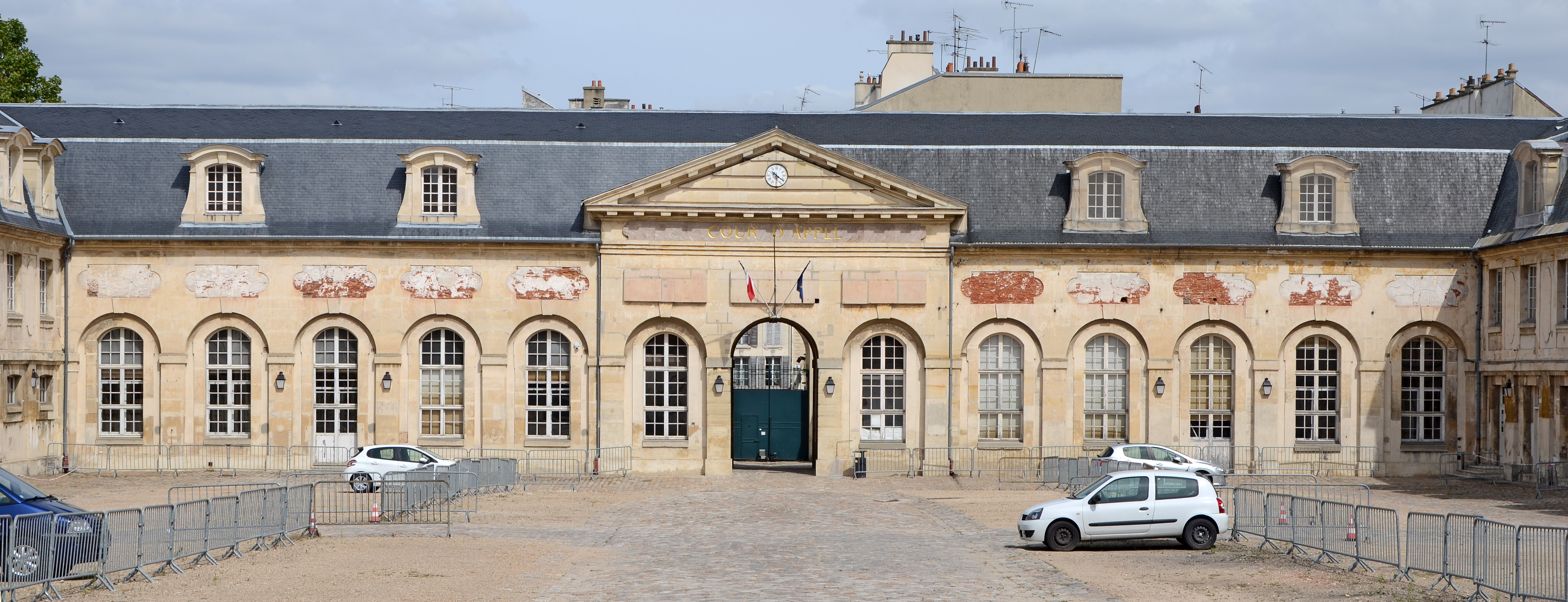
Hof der Écuries de la Reine